# Alexandra Aidini
Alexandra Aidini, född 20 november 1980 i Rom i Italien, är en grekisk skådespelare.

## Filmografi i urval
- 2004 – Tårarnas äng[1]